# Sally Miller Gearhart
Sally Miller Gearhart (Pearisburg, 15 aprile 1931 – Ukiah, 14 luglio 2021) è stata un'attivista e scrittrice statunitense; fu la prima donna lesbica apertamente dichiarata ad ottenere un incarico accademico con possibilità di tenure, venendo assunta dalla San Francisco State University. Lì giocò un ruolo chiave nell'avvio di uno dei primi programmi universitari statunitensi dedicati agli studi di genere e alle tematiche femminili. Successivamente, si distinse a livello nazionale come un'importante attivista per i diritti delle persone LGBT.

## Biografia
Sally Miller Gearhart nacque nel 1931 a Pearisburg, Virginia, da Sarah Miller Gearhart e Kyle Montague Gearhart. Sua madre lavorava come segretaria, mentre suo padre esercitava la professione di dentista. Dopo il divorzio dei genitori, avvenuto in tenera età, Gearhart si trasferì nella pensione della nonna materna, dove venne a conoscere il valore della solidarietà femminile e sviluppò un profondo rispetto per "la forza collettiva delle donne."
Gearhart frequentò il Sweet Briar College, un istituto esclusivamente femminile situato nei pressi di Lynchburg, Virginia, e nel 1952 conseguì un Bachelor of Arts in drammaturgia e inglese. Proseguì gli studi alla Bowling Green State University, dove, nel 1953, ottenne un master in teatro e comunicazione pubblica. Successivamente, completò il suo percorso accademico all'Università dell'Illinois a Urbana-Champaign, conseguendo nel 1956 un dottorato in teatro, con l'intenzione di dedicarsi alla carriera accademica.

### Insegnamento
Gearhart ha avviato la sua carriera didattica insegnando comunicazione e teatro presso la Stephen F. Austin State University a Nacogdoches, in Texas, per poi trasferirsi al Texas Lutheran College (oggi University) a Seguin. In entrambe le istituzioni, ha dovuto nascondere la sua autentica identità sessuale per adattarsi alla cultura conservatrice degli ambienti scolastici. Pur essendo una docente molto apprezzata e ricercata, la sua vita privata era segnata dalle difficoltà derivanti dal vivere nel "closet": subiva tentativi di ricatto che la portarono a negare pubblicamente la propria omosessualità.
Nel 1969, Gearhart seguì un partner fino in Kansas, e l'anno successivo si trasferì a San Francisco, spinta dalla determinazione di vivere apertamente come lesbica, senza piani prestabiliti.
Già nel 1973 gearhart entrò a far parte della San Francisco State University, dove passò dall'insegnamento della comunicazione a quello degli studi sulle donne. In quell'ambiente, contribuì a sviluppare uno dei primi programmi universitari dedicati agli studi di genere e femminili negli Stati Uniti. Grazie al suo contributo, l'università fu la prima a offrire un corso incentrato sui ruoli sessuali e sulla comunicazione. Gearhart proseguì la sua carriera in quella stessa istituzione fino al suo pensionamento nel 1992.

### Attivismo
Dopo aver ottenuto la tenure alla San Francisco State University, Gearhart si immerse attivamente nella vita politica, concentrandosi in particolare sulle battaglie del femminismo radicale.
Nel 1978 si alleò con Harvey Milk, uno dei primi politici apertamente gay negli Stati Uniti, per contrastare la California Proposition 6, conosciuta come "Briggs Initiative". In quell'occasione, partecipò a un celebre dibattito con John Briggs, opponendosi alla proposta volta a impedire agli omosessuali di ricoprire incarichi accademici nelle scuole pubbliche. Un frammento di questo dibattito fu successivamente inserito nel documentario The Times of Harvey Milk, che mostrava anche Gearhart discutere della sua collaborazione con Milk contro la Proposition 6 e le reazioni a San Francisco dopo l'assassinio di Milk.
A metà degli anni '70, Gearhart ricoprì il ruolo di co-presidente del Council On Religion And The Homosexual, un'organizzazione che organizzava eventi e diffondeva materiali informativi per illustrare la tradizione giudeo-cristiana e sensibilizzare i legislatori sui diversi stili di vita di lesbiche, gay, bisessuali e transgender.
Nel corso della sua carriera, Gearhart combatté per i diritti degli animali e si impegnò in cause ecologiche e nel movimento femminista. Infine, si definì "un'attivista politica in fase di recupero".

### Vita privata
Sin da quando aveva dieci anni, Gearhart sapeva di non avrebbe mai avuto figli e, durante gli studi universitari, scoprì la sua omosessualità. Pur leggendo romanzi a tematica lesbica, decise di accantonarli all'inizio della sua carriera per evitare di rivelare la sua identità sessuale.
La sua compagna, Jane Gurko, era una collega docenti alla San Francisco State University, e il loro legame perdurò fino alla morte di Gurko nel 2010.
Negli ultimi anni, Gearhart visse a Willits, una piccola cittadina situata nel cuore della "redwood country" della contea di Mendocino, nel nord della California, prima di trasferirsi in una casa di cura a Ukiah. Dopo un lungo periodo di malattia, morì a Ukiah il 14 luglio 2021, all'età di 90 anni.

## Eredità culturale
Il Sally Miller Gearhart Fund for lesbian studies è stato istituito da Carla Blumberg, una delle ex studentesse di Gearhart, nel gennaio 2008 presso l'Università dell'Oregon. È stato creato per promuovere la ricerca e l'insegnamento negli studi lesbici attraverso una serie di conferenze annuali e una cattedra finanziata presso l'università. La prima conferenza è stata tenuta da Arlene Stein della Rutgers University il 27 maggio 2009 ed era intitolata The Incredible Shrinking Lesbian World and Other Queer Conundra.
I Sally Miller Gearhart Papers (1956-1999) sono conservati presso le Collezioni Speciali e gli Archivi Universitari, Biblioteche dell'Università dell'Oregon.
Gearhart è una voce del libro del 2003 The A to Z of the Lesbian Liberation Movement: Still the Rage, di JoAnne Myers.
Gearhart è stata interpretata da Carrie Preston nella miniserie del 2017 When We Rise, che si è occupata dell'evoluzione della comunità LGBT a San Francisco e dell'avanzamento dei diritti civili LGBT in America.
Un documentario su Gearhart diretto dalla documentarista Deborah Craig è stato presentato in anteprima nel giugno 2024.

## Opere
- Some Modern American Concepts of Tragic Drama as Revealed by the Critical Writings of Twentieth Century American Playwrights (1953)
- Aristotle and Modern Theorists on the Elements of Tragedy. (1956)
- The Lesbian and God-the-Father, or, All the Church Needs Is a Good Lay ... On Its Side (1972)
- Loving Women/Loving Men: Gay Liberation and the Church (1974)
- A Feminist Tarot (1976)
- The Wanderground (1978)
- "The Sword and the Vessel Versus the Lake on the Lake" (1979)
- "The Future – If There Is One – Is Female" (1981)
- “Future Visions: Today’s Politics: Feminist Utopias in Review” (1994)
- The Kanshou (2002)
- The Magister (2003)